# Meinrad Ernst
Meinrad Ernst (ur. 14 maja 1925 w Kloten, zm. 30 października 2019) – szwajcarski zapaśnik walczący w stylu wolnym. Olimpijczyk z Rzymu 1960, gdzie zajął 23. miejsce w kategorii do 62 kg.

## Letnie Igrzyska Olimpijskie 1960
| Konkurencja      | Rundy eliminacyjne        | Rundy eliminacyjne          | Klas. końcowa |
| Konkurencja      | Przeciwnik I              | Przeciwnik II               | Miejsce       |
| ---------------- | ------------------------- | --------------------------- | ------------- |
| 62 kg styl wolny | József Kellermann (HUN) P | Władimir Rubaszwili (SUN) P | 23.           |